# Jimmy Page
James Patrick Page OBE (sinh ngày 9 tháng 1 năm 1944) là một nhạc công, nhạc sĩ, nhà sản xuất thu âm người Anh, tay guitar chính và là người sáng lập ban nhạc rock Led Zeppelin. Page rất thành công trong việc tạo ra các guitar riff và phong cách chơi đa dạng của ông liên quan đến việc điều chỉnh các âm điệu guitar khác nhau, những màn độc tấu đầy kỹ thuật, du dương và mạnh mẽ cũng như các tác phẩm acoustic chịu ảnh hưởng từ dòng nhạc dân gian và Phương Đông của ông. Ông cũng được chú ý vì thỉnh thoảng chơi guitar với cung đàn cello để tạo ra sự bay bổng trong âm nhạc.
Page bắt đầu sự nghiệp của mình với tư cách là một nhạc sĩ phòng thu ở London vào giữa những năm 1960, cùng với Big Jim Sullivan là một trong những nghệ sĩ guitar phòng thu nổi tiếng nhất nhất ở Anh. Ông là thành viên của The Yardbirds từ năm 1966 đến năm 1968. Khi The Yardbirds tan rã, ông thành lập Led Zeppelin, hoạt động từ năm 1968 đến năm 1980. Sau cái chết của tay trống John Bonham của Led Zeppelin, ông tham gia vào một số nhóm nhạc trong suốt những năm 1980 và 1990, nổi bật là XYZ, The Firm, The Honeydrippers, Coverdale–Page và Page and Plant. Kể từ năm 2000, Page làm khách mời của nhiều buổi biểu diễn khác nhau với nhiều nghệ sĩ, cả ghi âm trực tiếp và trong phòng thu, và tham gia tái hợp với Led Zeppelin một lần vào năm 2007 được phát hành dưới tên phim hòa nhạc Celebration Day năm 2012. Cùng với The Edge và Jack White, ông tham gia vào bộ phim tài liệu It Might Get Loud năm 2008.
Page được coi là một trong những nghệ sĩ guitar vĩ đại và có ảnh hưởng nhất mọi thời đại. Tạp chí Rolling Stone đã xếp ông ở vị trí thứ ba trong danh sách "100 nghệ sĩ guitar vĩ đại nhất mọi thời đại", sau Jimi Hendrix và Eric Clapton. Năm 2010, ông được xếp hạng thứ hai trong danh sách "50 nghệ sĩ guitar hàng đầu mọi thời đại" của Gibson và năm 2007, vị trí thứ bốn trong danh sách "100 anh hùng guitar hoang dã nhất" của Classic Rock. Ông được giới thiệu vào Đại sảnh Danh vọng Rock and Roll hai lần: một lần với tư cách là thành viên của Yardbirds (1992) và một lần là thành viên của Led Zeppelin (1995).

## Tuổi thơ
Jimmy là con trai của James Patrick Page và Patricia Elizabeth Page (nhũ danh Gaffikin). Họ sống ở phía Tây London, gần Heston, nay trở thành một phần của khu Hounslow, London. Ông James Patrick là một quản lý nhà máy, trong khi bà Patricia, một người phụ nữ gốc Ireland, là một y tá. Năm 1952, gia đình họ chuyển tới Feltham rồi sau đó tới Miles Road, Epsom ở Surrey, nơi mà cậu bé Jimmy lần đầu được tiếp xúc với guitar. "Tôi không biết rằng họ đã để lại [chiếc guitar] trong căn nhà trước đó, hoặc rằng đã có người bạn nào đó của gia đình đã làm vậy – nhưng không một ai biết vì sao nó ở đó." Lần đầu cậu thực sự chơi guitar là ở tuổi 12 khi cậu trải qua vài giờ học ở Kingston, nhưng chủ yếu Jimmy tự học guitar:
"Khi còn nhỏ xung quanh tôi không có nhiều người chơi guitar... Một trong số những tay guitar ở trường đã chỉ cho tôi những hợp âm đầu tiên, tôi đã học và tập theo anh ta. Tôi thấy việc đó khá nhàm chán, vậy nên tôi tự mày mò qua việc nghe những bản thu. Khách quan mà nói thì đó là một quá trình rất cá nhân."
Những người đầu tiên ảnh hưởng tới Page là 2 nghệ sĩ rockabily Scotty Moore và James Burton – những người từng tham gia thu âm cùng Elvis Presley. Ca khúc "Baby Let's Play House" của Presley thường được Page nhắc tới như là niềm cảm hứng chơi guitar của cá nhân mình. Cho dù từng được lên truyền hình trên kênh BBC1 vào năm 1957 với cây Hofner President, Page sau này vẫn nói chiếc guitar đầu tiên của ông là chiếc 1959 Futurama Grazioso, rồi sau đó là cây Fender Telecaster.
Phong cách âm nhạc của Page pha trộn giữa skiffle (phong cách chủ đạo trong âm nhạc Anh vào thời điểm đó) và nhạc folk acoustic hòa lẫn với những âm thanh nhạc blues từ Elmore James, B.B. King, Otis Rush, Buddy Guy, Freddie King và Hubert Sumlin. "Về cơ bản, sự khởi đầu là việc pha trộn rock với blues." Ở tuổi 13, Page tham gia chương trình tìm kiếm tài năng thiếu niên All Your Own của Huw Wheldon với phần trình diễn nhạc skiffle, sau đó được phát sóng trên kênh BBC1. Ban nhạc của cậu chơi ca khúc "Mama Don't Want to Skiffle Anymore" và một ca khúc nhạc Mỹ "In Them Ol' Cottonfields Back Home". Khi được Wheldon hỏi tương lai mà mình muốn sau khi ra kết thúc việc đi học, Page đã trả lời "Cháu muốn làm nghiên cứu sinh" để chữa trị "ung thư, nếu lúc đó vẫn chưa ai tìm ra phương pháp".
Sau này khi được phỏng vấn trên tờ Guitar Player, Page nhớ lại "hồi đó tôi lang thang đi diễn rất nhiều, và như họ nói, tôi lúc nào cũng trông như đang đi du lịch, nhưng đó là một cách học rất tốt". Page vẫn mang đàn guitar hàng ngày tới trường, nhờ người khác trông giúp rồi trả lại cậu vào cuối giờ học. Cho dù từng đi phỏng vấn để có được chân quản thư ở thư viện, cậu cuối cùng quyết định rời bỏ ngôi trường Danetree Secondary School, Tây Ewell để theo đuổi con đường âm nhạc.
Ban đầu, Page rất khó khăn để gặp gỡ những nghệ sĩ guitar có chung quan điểm âm nhạc. "Lúc đó có lẽ không tồn tại một sự đa dạng như tôi từng nghĩ. Tôi đã chơi cho rất nhiều nhóm... và thật sự không một ai có thể tìm thấy một tiếng nói chung." Sau khi thôi việc chơi nhạc trong những chương trình giao lưu của nhà thơ Royston Ellis tại nhà hát Mermaid trong khoảng năm 1960-1961, rồi của ca sĩ Red E. Lewis, Page được ca sĩ Neil Christian đề nghị gia nhập nhóm của mình, The Crusaders, sau khi Christian nhìn thấy cậu nhóc 15 tuổi chơi đàn tại sảnh lớn. Page đi tour cùng Christian suốt 2 năm sau đó, tham gia vào nhiều bản thu cùng ban nhạc, trong đó có đĩa đơn "The Road to Love".
Sau đó, Page bị ốm nặng do dính phải bệnh sốt tuyết truyền nhiễm nên quyết định dừng việc đi tour. Trong thời gian điều trị, cậu quyết định tạm ngừng việc chơi guitar để dành cho một tình yêu khác – hội họa – và đăng ký tại Trường Nghệ thuật Sutton ở Surrey. Sau này ông giải thích vào năm 1975:
"Tôi đã đi khắp mọi nơi trên chiếc xe bus. Tôi đã làm việc đó trong suốt 2 năm sau khi rời khỏi trường, chu du tới những nơi mà tôi được ăn thứ bánh mỳ hảo hạng. Nhưng rồi tôi bị bệnh nặng. Vậy nên tôi quyết định quay trở lại trường nghệ thuật. Và điều đó đã thay đổi mọi thứ. Tôi thấy rằng việc thành công với nó là hoàn toàn khả thi. Vì tôi đã tự chọn cho mình con đường sống với chiếc guitar, tôi càng hiểu rõ hơn rằng tôi sẽ làm điều đó suốt đời. Nhưng cứ 2 tháng thì tôi lại lên cơn sốt. Trong suốt 18 tháng tôi chỉ sống với 10 $ mỗi tuần và buộc phải hồi phục sức khỏe. Nhưng tôi vẫn luôn chơi nhạc."

## Sự nghiệp

### Những năm đầu thập niên 1960: nhạc công tự do
Trong thời gian là sinh viên, Page thường xuyên chơi guitar tại Marquee Club với nhóm All Stars của Cyril Davies và nhóm Blues Incorporated của Alexis Korner cùng những tay guitar tự do khác là Jeff Beck và Eric Clapton. Anh được John Gibb của nhóm Brian Howard & the Silhouettes chú ý và đề nghị tới giúp đỡ thu âm với hãng Columbia Graphophone Company, trong đó có đĩa đơn "The Worrying Kind". Mike Leander của hãng Decca Records là người đầu tiên đưa Page tới phòng thu. Buổi thu đầu tiên là bản thu đĩa đơn "Diamonds" trình bày bởi Jet Harris và Tony Meehan: ca khúc sau đó có được vị trí quán quân vào đầu năm 1963.
Sau những lần cộng tác với nhóm Carter-Lewis and the Southerners, Mike Hurst rồi nhóm The Method, Mickey Finn và The Blue Men, Page cuối cùng cũng có một buổi thu của riêng mình. Khi tham gia là nhạc công tự do, anh chọn nghệ danh "Lil' Jim Pea" để phân biệt với một nghệ sĩ tự do nổi tiếng khác là Big Jim Sullivan. Page thường được mời tới như một nghệ sĩ "đảm bảo" mỗi khi cần sự thay thế hay mỗi khi nghệ sĩ cần một tay guitar chơi lót phía sau. "Tôi hay đi cùng với một tay trống", anh giải thích, "nhưng họ không nhớ tới tay trống, nên họ chỉ nhắc tới tên tôi... Mọi người đều muốn nhờ tới, hoặc Big Jim [Sullivan] hoặc tôi." Anh nhấn mạnh rằng: "Trong những lần thu đầu tiên, họ thường bảo "Cứ chơi như cậu muốn!", bởi vì lúc đó tôi không biết đọc nhạc hay hiểu bất cứ nhạc lý nào."
Page là nghệ sĩ guitar ưa thích của nhà sản xuất Shel Talmy. Cũng chính vì vậy, anh luôn có mặt trong các buổi thu của The Who và The Kinks. Page được chú ý khi chơi guitar acoustic 12-dây trong 2 ca khúc "I'm a Lover Not a Fighter" và "I've Been Driving on Bald Mountain" nằm trong album đầu tay của The Kinks, ngoài ra còn có thể trong ca khúc mặt B "I Gotta Move". Page cũng là người chơi guitar nền trong đĩa đơn đầu tay "I Can't Explain" của The Who (cho dù Pete Townshend khá miễn cưỡng trong việc đồng ý cho Page tham gia song cuối cùng anh vẫn có mặt trong phần trình bày ca khúc mặt B "Bald Headed Woman"). Trong năm 1964, Page còn tham gia trong "As Tears Go By" của Marianne Faithfull, "Tobacco Road" của The Nashville Teens, "Heart of Stone" của The Rolling Stones, "Baby Please Don't Go" và "Here Comes the Night" của Van Morrison cùng Them, "The Crying Game" và "My Baby Left Me" của Dave Berry, "Is It True" của Brenda Lee, và "Downtown" của Petula Clark.
Năm 1964, Page được quản lý Andrew Loog Oldham của The Rolling Stones thuê để tham gia sản xuất và là thành viên A&R cho hãng Immediate Records, qua đó giúp anh được chơi cùng các nghệ sĩ như John Mayall, Nico, Chris Farlowe, Twice as Much hay Clapton. Page cũng nhanh chóng thiết lập tình bạn với một nhạc sĩ lãng mạn có tên Jackie DeShannon. Anh bắt đầu sáng tác trong album The Maureeny Wishful Album của John Williams cùng Big Jim Sullivan. Sau đó anh tham gia làm nghệ sĩ hợp đồng trong Sunshine Superman (1966) của Donovan, Jeune Homme (1968) và Je Suis Né Dans La Rue (1969) của Johnny Hallyday, Love Chronicles (1969) của Al Stewart và 5 ca khúc trong album đầu tay With a Little Help from My Friends của Joe Cocker. Kể từ năm 1970, tổng cộng Page chơi lead guitar trong 10 ca khúc của Roy Harper, tương đương tới 81 phút độc diễn guitar.
Khi được hỏi về những ca khúc mình tham gia, đặc biệt là những vai trò khác nhau thậm chí đối lập trong số các ca khúc đó, Page thường nhấn mạnh mình không nhớ rõ bao nhiêu ca khúc mình đã từng thu do tham gia quá nhiều buổi thu khác nhau. Trong một buổi phỏng vấn trên đài phát thanh, anh giải thích "Tôi thực hiện 3 buổi thu mỗi ngày và 15 buổi thu một tuần. Đôi lúc tôi chơi với một nhóm nhạc, đôi lúc tôi tham gia thu âm nhạc phim, đôi lúc đó là một buổi thu nhạc folk... Tôi buộc phải thích nghi với mọi vai trò khác nhau."
Cho dù Page tham gia thu âm với rất nhiều nghệ sĩ, hầu hết những bản thu trên đều nằm trong những ấn bản nháp, và phần lớn số đó được hội những người hâm mộ Led Zeppelin phát hành rải rác vào cuối những năm 1970. Một trong những bản thu hiếm nhất là bản hát lại ca khúc "Little Queen of Spades" của Robert Johnson mà Page trình diễn cùng tay guitar của The Stones, Keith Richards. Nhiều bản thu thời kỳ này được tổng hợp và phát hành trong album sau đó, Jimmy Page: Session Man. Page cũng tham gia chơi guitar và hát cùng Richards tại phòng thu Olympic Sound Studios ngày 15 tháng 10 năm 1974: ca khúc này có tên "Scarlet" được thu với Ric Grech chơi bass và Bruce Rowland chơi trống cuối cùng bị xóa bỏ. Không lâu sau Page giải thích trong bài phỏng vấn với Cameron Crowe trên tờ Rolling Stone: "Tôi đã làm mọi thứ có thể để hoàn thiện ca khúc mặt B của The Stones. Tôi cùng Ric Grech và Keith đã thu âm một ca khúc có tên "Scarlet". Tôi không nhớ tên tay trống. Nó mang giai điệu và âm hưởng tương đồng với Blonde on Blonde. Nó thực sự rất hay, rất tốt. Chúng tôi làm việc thâu đêm rồi tới phòng thu Island Studios để Keith chèn thêm một đoạn guitar theo phong cách reggea. Tôi cũng chơi thêm một đoạn solo, và lúc đó đã khoảng 8 giờ sáng của ngày mới. Cậu ta sau đó mang mấy cuốn băng sang Thụy Sĩ, và có ai đó đã cảm thấy thích thú về chúng. Keith đã nói rằng đó là một sáng tác trong album của tôi."
Page chia tay công việc tại phòng thu sau khi những ảnh hưởng ngày một lớn của hãng Stax Records tới âm nhạc quần chúng khiến họ sử dụng nhiều hơn tới bộ hơi và dàn nhạc thính phòng thay vì phải chi tiền cho những chiếc guitar đắt tiền. Anh nhớ lại thời kỳ làm nhạc công tự do thực sự là quãng thời gian tuyệt vời để anh trau dồi kỹ năng:
"Quãng thời gian làm nhạc công tự do của tôi là vô giá. Đã có lúc tôi đã thu tới 3 buổi 1 ngày, và 6 ngày 1 tuần! Và tôi cũng không bao giờ định hình trước những gì mà tôi sắp chơi. Nhưng tôi đã học được rất nhiều điều, kể cả trong những lần thu tệ hại nhất – hãy tin lời tôi nói, tôi đã từng chơi những bản nhạc kinh tởm. Tôi đã quyết định từ bỏ những lần thu đó sau khi tôi biết chúng được dùng để Muzak. Tôi thấy mình không thể sống một cuộc đời như vậy vì nó thực sự ngớ ngẩn. Tôi nghĩ số mệnh đã tới khi Paul Samwell-Smith rời The Yardbirds và tôi có thể được chơi nhạc cùng họ. Nhưng cuộc sống của một nhạc công tự do cũng có nhiều điều lý thú – thái độ trong phòng thu thực sự rất tuyệt. Họ chú ý chi li tới từng ca khúc và bạn không thể mắc bất kỳ lỗi nào."

### Những năm cuối thập niên 1960: The Yardbirds
Năm 1964, Page đứng trước cơ hội thay thế Eric Clapton để chơi cho The Yardbirds, song anh từ chối vì cho rằng điều đó là thiếu tôn trọng người bạn thân của mình. Tháng 2 năm 1965, Clapton tuyên bố chia tay The Yardbirds, và Page chính thức nhận được lời đề nghị gia nhập nhóm. Song một phần vì anh chưa muốn từ bỏ sự nghiệp nghệ sĩ tự do đang rực rỡ của mình, và mặt khác cũng vì anh không hoàn toàn tự tin về tình hình sức khỏe của mình sau thời gian dài bị cảm, Page quyết định đề nghị người bạn thân Jeff Beck thay thế anh tham gia ban nhạc. Ngày 16 tháng 5 năm 1966, tay trống Keith Moon, tay bass John Paul Jones, keyboard Nicky Hopkins, Beck và Page thu âm ca khúc "Beck's Bolero" tại phòng thu IBC Studios ở London. Trải nghiệm đó đã khiến Page muốn thành lập một siêu ban nhạc với Beck, Moon và tay bass John Entwistle của The Who. Tuy nhiên, vì không tìm được một ca sĩ đủ chất lượng và những ràng buộc hợp đồng phức tạp khiến cho ý tưởng đổ bể. Cùng khoảng thời gian đó, Moon lần đầu tiên nhắc cái tên "Led Zeppelin" sau khi Entwistle tuyên bố rằng dự án này sẽ nổi tiếng khắp nơi như những chiếc khí cầu hàng đầu vậy.
Chỉ vài tuần sau, Page chơi trong buổi diễn của The Yardbirds ở Oxford. Sau buổi diễn, Paul Samwell-Smith tuyên bố rời nhóm. Page đề nghị được thay thế vị trí của Samwell-Smith và dễ dàng được chấp thuận. Ban đầu anh được chỉ định chơi bass, nhưng rồi sau đó chuyển sang đánh lead cùng Beck sau khi Chris Dreja chuyển sang chơi bass. Đội hình hứa hẹn đã nhanh chóng bế tắc sau khi vài mâu thuẫn cá nhân xuất hiện vì những tour diễn kéo dài cũng như việc nhóm không có được thành công thương mại rõ rệt, cho dù họ đã có cùng nhau đĩa đơn thành công "Happenings Ten Years Time Ago" (khi Page và Beck cùng tới The Yardbirds, bộ ba huyền thoại Page-Beck-Clapton chưa bao giờ chơi cùng nhau trong một đội hình chính thức, họ chỉ cùng nhau chơi lần đầu tiên trong buổi diễn từ thiện của ARMS vào năm 1983).
Sau khi Beck ra đi, ban nhạc ổn định với đội hình 4 người. Họ hoàn thiện album đầu tiên với Page chơi lead, Little Games. Album nhận được những đánh giá vô cùng trái chiều và nhìn chung không có được thành công về mặt thương mại khi chỉ đứng thứ 80 tại Billboard 200. Cho dù đã cố gắng biến sản phẩm phòng thu gần gũi với công chúng, các buổi diễn của họ lại ngày một xa lánh quan điểm đó khi chúng trở nên ngày càng heavy và experimental hơn. Những buổi diễn đó đã giới thiệu một phần những quan điểm sau này của Page với Led Zeppelin, trong đó có những lần trình diễn ca khúc "Dazed and Confused".
Sau khi Keith Relf và Jim McCarty chia tay The Yardbirds vào năm 1968, Page tuyên bố thành lập ban nhạc mới để hoàn tất tour diễn vòng quanh Scandinavia. Anh nói:
"Họ [các thành viên của The Yardbirds] không còn muốn tiếp tục, nhưng tôi thì vẫn muốn đi tiếp. Và tôi sẽ phải kéo mọi thứ qua khỏi vực sâu... những điều đã khiến cả nhóm ở bên nhau và cùng nhau chơi nhạc. Có rất nhiều nghệ sĩ tài năng quanh đây mà họ chưa được kết dính để trở thành một ban nhạc. Chìa khóa ở đây là nếu muốn tìm được ban nhạc ưng ý, nhất thiết ta cần phải đốt cháy hết tâm huyết của mình."
Cuối cùng, anh chọn được ca sĩ Robert Plant và tay trống John Bonham từ nhóm Band of Joy trong khi anh đề nghị cộng tác với John Paul Jones – người trước đó cũng từng mong muốn gia nhập nhóm. Trong tour diễn vòng quanh Scandinavia, ban nhạc này được đặt tên là New Yardbirds, nhưng khi nhớ lại buổi nói chuyện trước đây cùng Moon và Entwistle, Page đã đề xuất đổi tên nhóm. Quản lý Peter Grant quyết định đặt tên ban nhạc mới là "Led Zeppelin", vốn đồng âm với cụm từ "lead zeppelin".

### 1970-1980: Led Zeppelin

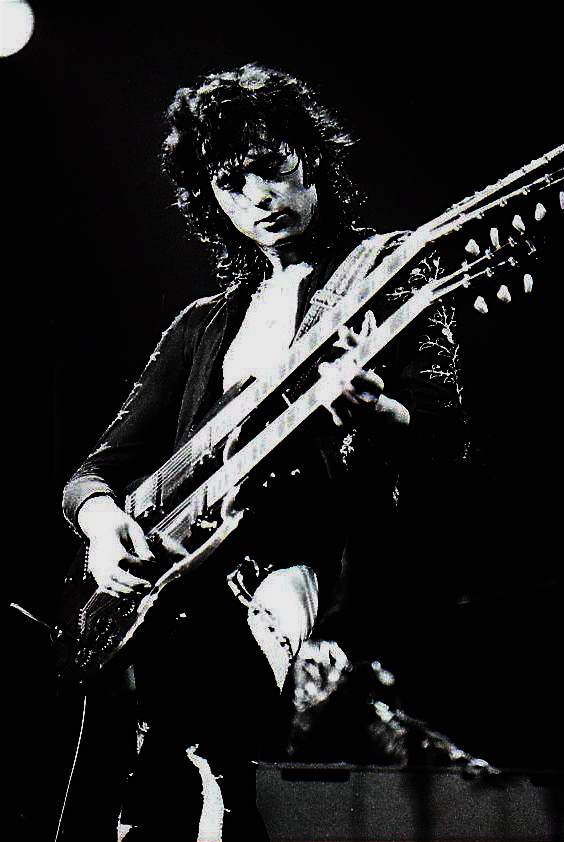
Jimmy Page trình diễn cùng Led Zeppelin vào năm 1973

Led Zeppelin là một trong những nghệ sĩ có số lượng đĩa bán chạy lớn nhất lịch sử: nhiều nguồn khác nhau ước tính họ đã bán được tổng cộng khoảng 200 tới 300 triệu đĩa. Với 111,5 triệu đĩa chứng nhận bởi RIAA, họ là nghệ sĩ có số đĩa bán chạy thứ 2 tại Mỹ. Cả chín album phòng thu của họ đều nằm trong top 10 của Billboard 200, trong đó 6 giành được vị trí quán quân.
Led Zeppelin được coi là những người khai sinh ra heavy metal và hard rock, và âm nhạc của họ chủ yếu được hoàn thiện bởi Page trong vai trò nhà sản xuất cũng như nhạc công. Phong cách cá nhân hóa trình diễn của ban nhạc cũng được ảnh hưởng từ nhiều thể loại khác, đặc biệt là nhạc folk. Họ phá vỡ liên tiếp nhiều kỷ lục trình diễn, góp phần củng cố thêm danh tiếng của họ. Cho dù vẫn duy trì được thành công về mặt thương mại cũng như chuyên môn, song tới cuối thập niên 1970, ban nhạc bắt đầu ít hoạt động hơn và việc đi tour ngày một hạn chế do những vấn đề cá nhân của từng thành viên.
Page giải thích mình đã có một ý tưởng vô cùng đặc biệt để tạo dựng nên Led Zeppelin ngay từ buổi đầu tiên:
"Tôi có vô vàn ý tưởng từ những ngày ở The Yardbirds. The Yardbirds cho phép tôi hoàn thiện những kỹ năng trình diễn, và từ đó tôi đã tự làm cho mình một cuốn cẩm nang mà sau này tôi áp dụng với Led Zeppelin. Thêm vào đó, tôi luôn khao khát sử dụng chất liệu acoustic. Tôi muốn Zeppelin là sự kết hợp giữa blues, hard rock và acoustic cùng những hợp âm mạnh mẽ – một sự hòa trộn mà chưa ai từng được thấy. Phải thật nhiều ẩn ý trong âm nhạc của tôi."

### Sự nghiệp hậu-Zeppelin
Năm 1980, John Bonham qua đời vì cảm lạnh sau khi uống rượu tại dinh thự Old Mill của Page ở Clewer, Berkshire. Led Zeppelin liền tuyên bố giải tán. Page từ chối chạm vào chiếc guitar một thời gian để tưởng nhớ người bạn thân thiết. Sau đó, anh chuyển sang cộng tác một vài dự án nhỏ lẻ với các ban nhạc The Firm, The Honeydrippers, một vài lần thực hiện các dự án cá nhân, trong đó có cả nhạc phim. Anh cũng bắt đầu tham gia vào nhiều hoạt động nhân đạo.

#### Thập niên 1980
Page quay trở lại sân khấu với Jeff Beck vào tháng 3 năm 1981 trong buổi diễn tại nhà hát Hammersmith Odeon. Cũng trong năm 1981, anh cùng 2 thành viên của ban nhạc Yes là Chris Squire và Alan White lập nên siêu ban nhạc XYZ. Họ từng thu thử cùng nhau rất nhiều lần, song dự án lại không thực sự trôi chảy. Các bản thu nháp sau này được phát tán trong các ấn phẩm nhỏ lẻ, trong đó có ca khúc "Fortune Hunter" của The Firm, và "Mind Drive" và "Can You Imagine?" của Yes. Page tham gia buổi diễn cùng Yes năm 1984 tại Westfalenhalle ở Dortmund, Đức khi chơi ca khúc "I'm Down" của The Beatles.
Năm 1982, Page hợp tác cùng đạo diễn Michael Winner để thu âm nhạc phim cho bom tấn Death Wish II (1985). Album soundtrack này cùng rất nhiều bản thu khác sau này của Page được thực hiện tại phòng thu The Sol ở Cookham mà anh mua lại từ Gus Dudgeon vào đầu thập niên 80.
Năm 1983, Page xuất hiện trong buổi hòa nhạc từ thiện của ARMS nhằm tôn vinh tay bass Ronnie Lane của nhóm Small Faces vốn đang lâm bệnh nặng. Trong lần đầu tiên trình diễn tại Royal Albert Hall ở London, Page đã mang tới một vài ca khúc từ bộ phim Death Wish II (với Steve Winwood hát chính) và chơi bản không lời ca khúc "Stairway to Heaven". Sau đó chương trình còn được tổ chức ở 4 thành phố tại Mỹ với Paul Rodgers phụ trách phần hát. Trong quãng thời gian này, anh cùng Rodgers đã trình bày ca khúc "Midnight Moonlight" sau này nằm trong album đầu tay của The Firm. Tất cả các buổi diễn đều có phần trình bày jam của ca khúc "Layla" với sự tham gia của 3 cựu thành viên The Yardbirds là Page, Beck và Clapton. Theo cuốn Hammer of the Gods, cũng trong khoảng thời gian này Page tuyên bố với bạn bè rằng mình kết thúc 7 năm sử dụng heroin. Ngày 13 tháng 12 năm 1983, Page tái hợp cùng Plant trong một buổi diễn tại Hammersmith Odeon ở London.
Page sau đó tham gia cộng tác trong album Whatever Happened to Jugula? (1984) của Roy Harper theo kèm một vài buổi diễn, chơi acoustic guitar trong nhiều liên hoan nhạc folk cùng The MacGregors hay Themselves. Cũng trong năm 1984, anh cùng Plant kết hợp dưới nghệ danh chung The Honeydrippers để thực hiện album The Honeydrippers: Volume 1 và thu âm cùng John Paul Jones cho album sountrack nhạc phim Scream for Help.

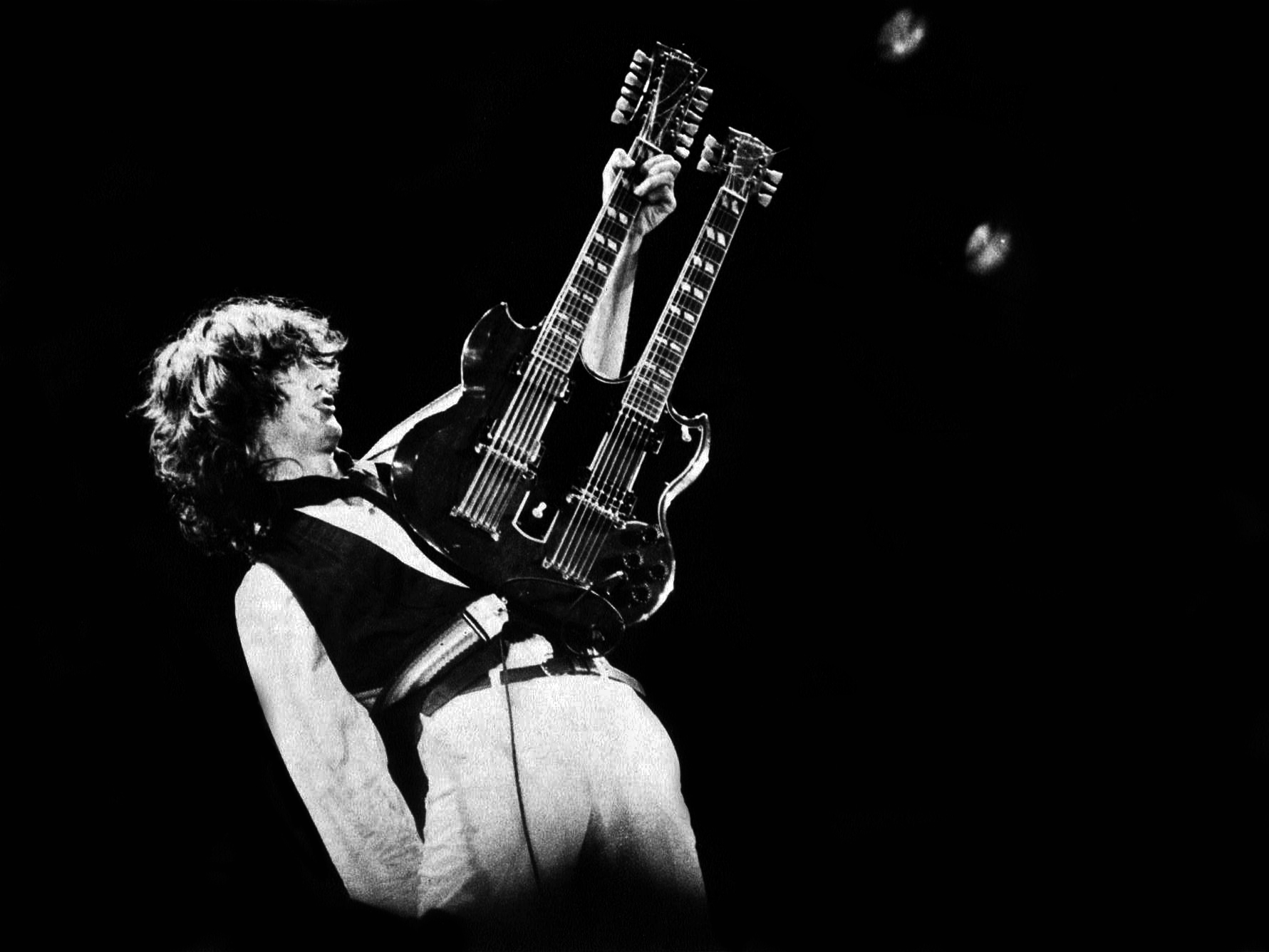
Page trên sân khấu của ARMS tại Oakland, California năm 1983

Page cộng tác với Rodgers để thu âm dưới tên ban nhạc The Firm. Họ cho ra mắt album đầu tay cùng tên vào năm 1985, trong đó có 2 ca khúc tương đối nổi tiếng là "Radioactive" và "Satisfaction Guaranteed". Album này đạt được vị trí số 17 tại bảng xếp hạng Billboard và nhận chứng chỉ Vàng tại Mỹ. Album thứ hai của nhóm là Mean Business, phát hành vào năm 1986. Họ cũng tổ chức tour quảng bá cho mỗi album, song sau đó sớm tan rã.
Không lâu sau đó Page tham gia vào rất nhiều dự án, trong đó có của Graham Nash, Stephen Stills và cả The Rolling Stones (đĩa đơn "One Hit (to the Body)" năm 1986). Cũng trong năm này, The Yardbirds tái hợp ngắn để trình bày vài ca khúc trong album Strange Land của Box of Frogs. Page cũng cho ra mắt album solo Outrider vào năm 1988 với sự hỗ trợ từ Plant, rồi cùng năm tới lượt anh tham gia hợp tác trong album solo của Plant mang tên Now and Zen.
Suốt quãng thời gian này, Page cũng tái hợp trình diễn cùng 2 cựu thành viên còn lại của Led Zeppelin trong một số chương trình, đặc biệt là buổi hòa nhạc Live Aid vào năm 1985 với Phil Collins và Tony Thompson phụ trách phần chơi trống. Tuy nhiên, họ cho rằng các buổi diễn trên có chất lượng thấp, đặc biệt vì Page đã chọn sử dụng một chiếc Les Paul chất lượng kém. Cả Page, Plant, Jones cùng con trai của John Bonham – Jason – đều tham gia vào buổi diễn kéo dài tới 12 tiếng kỷ niệm 40 năm thành lập hãng Atlantic Records vào ngày 14 tháng 5 năm 1988.

#### Thập niên 1990
Năm 1990, Page bất ngờ xuất hiện cùng Plant trong buổi diễn tại Knebworth House nhằm gây quỹ từ thiện cho Trung tâm điều trị Nordoff-Robbins Music và trường British School for Performing Arts and Technology. Bộ đôi trình bày 3 ca khúc "Misty Mountain Hop", "Wearing and Tearing" và "Rock and Roll". Page cùng 2 thành viên còn lại của Led Zeppelin cũng tham dự lễ cưới của Jason Bonham.
Năm 1993, Page liên danh với David Coverdale dưới nghệ danh Coverdale and Page. Năm 1994, anh tái hợp với Plant để tham gia serie Unplugged của kênh MTV. Buổi diễn mang tên Unledded, kéo dài 90 phút và là chương trình có mức rating cao nhất trong lịch sử của MTV. Tới tháng 10 cùng năm, ê-kíp cho ra mắt album No Quarter: Jimmy Page and Robert Plant Unledded, rồi sau đó DVD No Quarter Unledded vào năm 2004. Tiếp nối những thành công trong suốt những năm 1990, Page and Plant cũng cho ra mắt album Walking into Clarksdale vào năm 1998.
Page là người trực tiếp thực hiện việc chỉnh âm tái bản các ấn phẩm của Led Zeppelin. Anh cũng tham gia vào nhiều dự án và chương trình từ thiện, điển hình là Action for Brazil's Children Trust, được thực hiện bởi người vợ Jimena Gomez-Paratcha vào năm 1998. Cùng năm, anh chơi guitar trong ca khúc "Come with Me" của rapper Puff Daddy, vốn dựa trên ca khúc "Kashmir" của Zeppelin và được cho vào nhạc nền của bộ phim Godzilla. Tháng 10 năm 1999, Page cùng nhóm The Black Crowes thực hiện 2 đêm trình diễn các ca khúc của Led Zeppelin và các sáng tác blues và rock truyền thống. Sự kiện này được thu thành album-kép, Live at the Greek, phát hành vào năm 2000.

#### Thập niên 2000

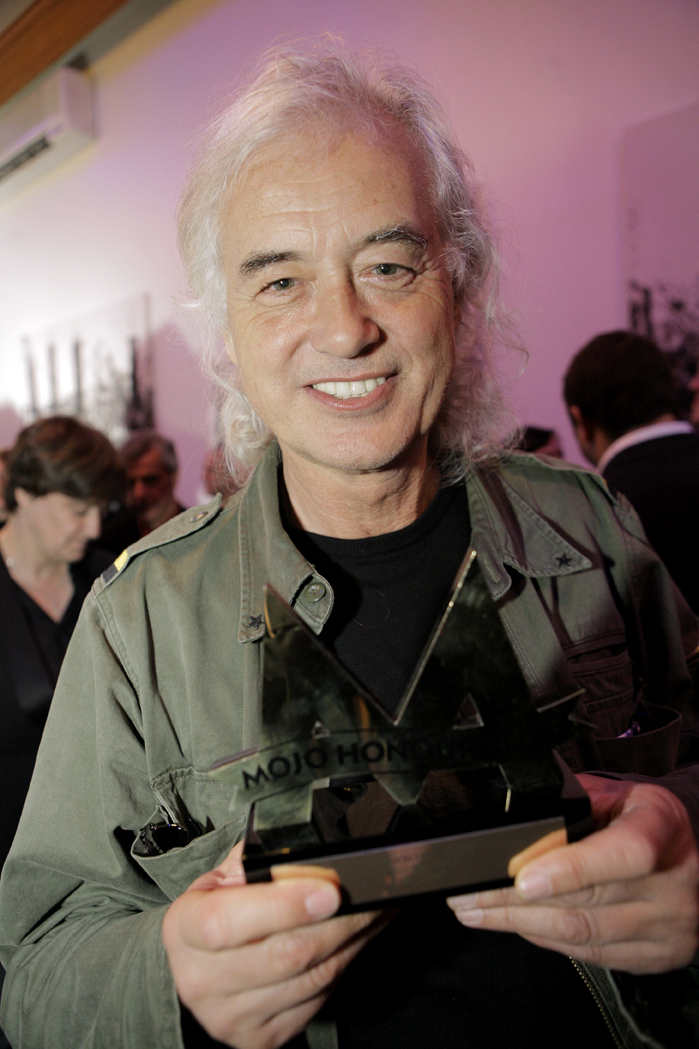
Page tại lễ trao giải Mojo Awards, tháng 7 năm 2008.

Năm 2001, Page xuất hiện cùng trưởng nhóm Limp Bizkit, Fred Durst, và Wes Scantlin của nhóm Puddle of Mudd trong lễ trao giải MTV Europe Video Music Awards tại Frankfurt khi trình diễn ca khúc "Thank You" của Led Zeppelin. Tới năm 2005, ông được trao danh hiệu cao quý OBE từ Hoàng gia Anh cho những hoạt động từ thiện cho đất nước Brazil qua quỹ Task Brazil and Action For Brazil's Children's Trust, trở thành công dân danh dự của thành phố Rio de Janeiro vào cuối năm, cùng với đó là được trao giải Grammy.
Tháng 11 năm 2006, Led Zeppelin được xướng tên tại Đại sảnh âm nhạc Anh. Phần lời tựa cho ban nhạc được chiếu qua truyền hình với phần dẫn dắt bởi rất nhiều nghệ sĩ hậu bối nổi tiếng (có thể kể tới Roger Taylor, Slash, Joe Perry, Steven Tyler, Jack White và Tony Iommi), theo kèm là những lời đề nghị về danh hiệu tới Page cùng những lời ngắn gọn từ ông. Cũng trong khuôn khổ chương trình, ban nhạc Wolfmother đã thể hiện lại ca khúc "Communication Breakdown". Trong buổi phỏng vấn năm 2006 trên kênh BBC, ông tiết lộ những dự định mới trong năm 2007 "Đó sẽ là một album mà tôi thực sự muốn mang nó ra khỏi những tư duy của mình... đó là một album tuyệt vời và nó đã sẵn sàng để được ra mắt." và "Hẳn là một lời kết cho Zeppelin."
Ngày 10 tháng 12 năm 2007, 3 thành viên còn sống của Led Zeppelin cùng con trai của Bonham – Jason – đã thực hiện buổi diễn từ thiện tại sân khấu O2 Arena ở London. Đó là lần duy nhất ban nhạc tái hợp kể từ ngày tan rã vào năm 1980. Buổi diễn được thu thành bộ phim Celebration Day, phát hành vào ngày 17 tháng 10 năm 2012. Album theo kèm được phát hành vào ngày 19 tháng 11 sau đó được trao Giải Grammy cho Album rock xuất sắc nhất, trong khi phần trình diễn ca khúc "Kashmir" cũng được để cử cho "Trình diễn rock xuất sắc nhất" tại Giải Grammy lần thứ 56.
Trong lễ bế mạc Thế vận hội mùa hè Bắc Kinh diễn ra ngày 24 tháng 8 năm 2008, Jimmy Page cùng David Beckham và Leona Lewis là 3 nhân vật đại diện cho nước Anh giới thiệu Thế vận hội mùa hè London 2012. Beckham xuất hiện từ tầng dưới chiếc xe bus 2 tầng tiến vào sân vận động, trong khi Page và Lewis trình diễn ca khúc "Whole Lotta Love" ở phía bên.
Năm 2008, Page đồng sản xuất bộ phim tài liệu của đạo diễn Davis Guggenheim mang tên It Might Get Loud. Bộ phim nói về lịch sử của chiếc guitar điện, nhấn mạnh vào sự nghiệp của Page, The Edge và Jack White. It Might Get Loud được giới thiệu tại Liên hoan phim Toronto ngày 5 tháng 9. Ngày 7 tháng 5 cùng năm, Page và Jones xuất hiện trong phần trình diễn kết thúc buổi diễn của Foo Fighters tại Sân vận động Wembley với 2 ca khúc "Rock and Roll" và "Ramble On".
Page sau đó tham gia vào bộ phim tài liệu của BBC London Calling: The making of the Olympic handover ceremony vào ngày 4 tháng 3 năm 2009. Ngày 4 tháng 4 năm 2009, ông trực tiếp đề cử người bạn lâu năm Jeff Beck vào Đại sảnh Danh vọng Rock and Roll. Sau đó ngày 16 tháng 12 cùng năm trên kênh Sky News, ông cũng giới thiệu về tour diễn solo vào năm 2010 của mình.

#### Thập niên 2010

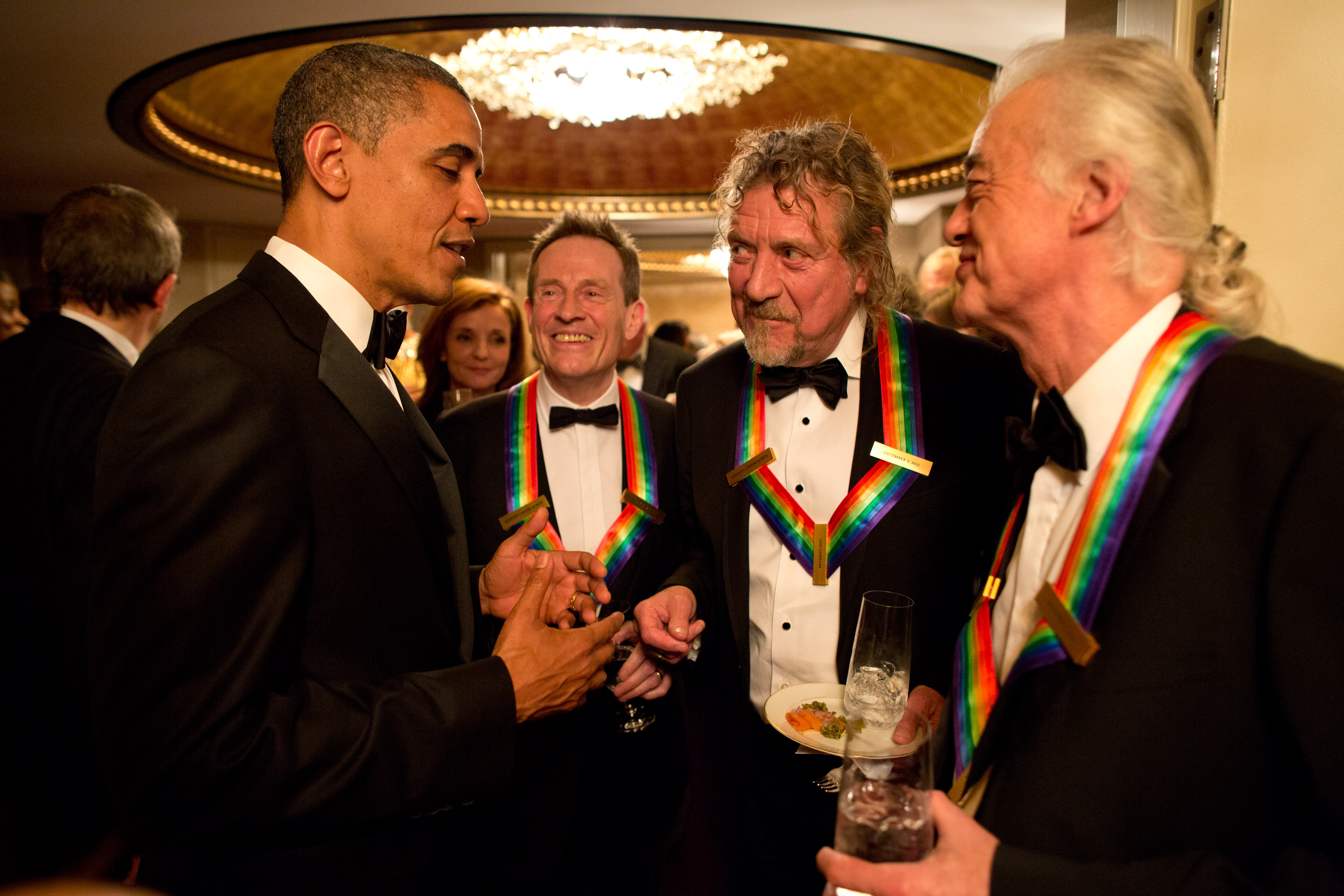
Tổng thống Mỹ Barack Obama trò chuyện cùng Jones, Plant và Page trong buổi lễ vinh danh Led Zeppelin thuộc khuôn khổ Kennedy Center Honors năm 2012

Tháng 1 năm 2010, Page cho ra mắt cuốn tự truyện Jimmy Page by Jimmy Page được phát hành bởi Genesis Publications với số lượng hạn chế là 2.150 bản. Page được vinh danh ở giải thưởng Global Peace lần thứ nhất bởi tổ chức Pathways to Peace thuộc Liên hợp quốc sau khi ông đứng ra tổ chức buổi hòa nhạc từ thiện Show of Peace Concert ở Bắc Kinh ngày 10 tháng 10 năm 2010.
Ngày 3 tháng 6 năm 2011, Page tham gia trình diễn cùng Donovan tại Royal Albert Hall, London; buổi diễn sau đó cũng được thu hình lại. Ông sau đó bất ngờ có mặt tại buổi diễn của The Black Crowes trên sân khấu O2 Shepherd's Bush Empire ngày 13 tháng 6 cùng năm. Page cũng chơi cùng Roy Harper trong chương trình hòa nhạc kỷ niệm sinh nhật lần thứ 70 của Harper ở Royal Festival Hall cùng ngày. Tháng 11 năm 2011, thành viên Hạ viện Anh Louise Mensch bắt đầu thực hiện chiến dịch vận động ủng hộ phong tước Hiệp sĩ cho Page vì những đóng góp cho nền công nghiệp âm nhạc.
Tháng 12 năm 2012, Page, cùng Plant và Jones, đại diện cho Led Zeppelin vinh dự nhận giải thưởng hàng năm Kennedy Center Honors từ Tổng thống Mỹ Barack Obama tại Nhà Trắng. Đây là giải thưởng cao quý nhất mà nước Mỹ trao cho những cá nhân có ảnh hưởng lớn tới văn hóa nghệ thuật tại đất nước này. Tháng 2 năm 2013, Robert Plant có nhắc tới việc Led Zeppelin sẽ được tái hợp vào năm 2014, nhấn mạnh rằng bản thân ông không cảm thấy có bất cứ vấn đề gì, vì "Jimmy Page và John Paul Jones vẫn còn bận bịu với thế giới của riêng họ nên muốn để việc này cho tôi quyết định", đặc biệt khi ông "không phải là một người xấu" và "vẫn chưa có kế hoạch gì trong năm 2014".
Ngày 10 tháng 5 năm 2014, Page nhận bằng Tiến sĩ danh dự tại Trường âm nhạc Berklee. Trước đó, trả lời phỏng vấn với đài BBC về việc tái phát hành 3 album của Led Zeppelin, Page cho rằng mặc dù người hâm mộ đặt nhiều kỳ vọng vào việc ban nhạc tái hợp, "nhưng khả năng đó gần như bằng 0". Trên tờ The New York Times, Page nói rằng mình "phát ngấy" về việc nghe Plant từ chối chơi nhạc. "Tôi có nghe rằng Plant vẫn chưa có kế hoạch gì trong năm 2014 và anh ta đang chờ câu trả lời của 2 người còn lại chúng tôi. Thực ra, Plant biết rõ chúng tôi nghĩ gì. Trong khi ai cũng muốn đi diễn thì Plant chỉ biết làm trò. Và tôi cần phải nói thẳng, là tôi phát ngấy vì mấy trò này rồi. Vì tôi không biết hát, nên tôi không biết làm gì hơn... Rõ ràng là tôi vẫn luôn muốn đứng trên sân khấu, vì tôi vẫn còn có khả năng chơi nhạc. Chỉ cần tôi thả hồn vào âm nhạc và tập trung chơi guitar." Tới lượt Plant lên tiếng "thất vọng" trên tờ NME vào tháng 7 cùng năm về những nhận xét này của Page, nhưng vẫn đề nghị Page cùng sáng tác với ông một số ca khúc acoustic.
Ngày 30 tháng 9 năm 2014, Page tuyên bố thành lập một ban nhạc mới và sẽ tới toàn bộ những sáng tác trong suốt sự nghiệp của mình. "Đã lâu rồi tôi chưa từng chơi cùng ban nhạc nhưng tôi đã có dự định với họ trong năm tới. Nếu tôi không thể chơi tốt thì tôi sẽ chơi lại những giai điệu trong suốt sự nghiệp của mình, bắt đầu từ thời kỳ The Yardbirds. Sẽ có nhiều chất liệu mới được bổ sung nữa..."
Page tham gia vào chương trình phát thanh Johnny Walker Meets trên đài BBC Radio 2 vào ngày 30 tháng 12 năm 2015. Vào tháng 10 năm 2017, ông cũng tham gia chia sẻ với sinh viên trường Đại học Oxford.

## Nhạc cụ và kỹ thuật thu âm

### Guitar
Kể từ sau album thứ 2 của Led Zeppelin, Page chủ yếu chơi cây guitar Gibson Les Paul mà ông mua lại từ Joe Walsh và dùng qua bộ chỉnh âm của hãng Marshall. Ngoài ra còn có cây Harmony Sovereign H-1260 được dùng trong 2 album Led Zeppelin III, Led Zeppelin IV và trong các buổi diễn trong khoảng từ ngày 5 tháng 3 năm 1971 tới ngày 28 tháng 6 năm 1972. Trong quá trình thu âm album đầu tay của Led Zeppelin, Page chơi chiếc Fender Telecaster, vốn là quà từ Jeff Beck. Ông cũng từng sử dụng chiếc Danelectro 3021 song được chỉnh dây theo D-A-D-G-A-D, chủ yếu được biết tới qua ca khúc "Kashmir".
Page cũng nổi tiếng với việc chơi guitar với cây vĩ của đàn cello trong 2 ca khúc "Dazed and Confused" và "How Many More Times". Đây là kỹ thuật mà ông phát triển trong khoảng thời gian làm nhạc công tự do. Trong chương trình Led Zeppelin Rockumentary của kênh MTV, Page tiết lộ rằng ông nảy ra ý định trên sau khi xem nghệ sĩ cello David McCallum, Sr. – một nhạc công tự do cùng thời. Page sử dụng chiếc Fender Telecaster rồi sau đó là dùng cây vĩ để chơi với đàn Gibson Les Paul.
Những chiếc guitar thường dùng
- Chiếc Gibson Les Paul Standard N°1-1959 được Page mua lại từ Joe Walsh với giá 1.200 $. Đây cũng là chiếc guitar được hãng Gibson lấy làm mẫu cho dòng thương hiệu thứ hai của ông vào năm 2004. Được sản xuất bởi Gibson và chỉnh sửa bởi nghệ nhân Tom Murphy, dòng thương hiệu thứ 2 này chỉ có 25 chiếc với phần ký tên của Page bên cạnh 150 chiếc được bày bán.
- Chiếc Gibson Les Paul Standard N°2-1959 với phần thân được khoét để phù hợp hơn dòng N°1. Page bổ sung thêm 4 phần coil split[gc 6] cho humbucker để tạo thêm nhiều hiệu ứng khác, bổ sung phía dưới phần pickguard của chiếc guitar kể từ sau khi Led Zeppelin tan rã.
- 1971 Gibson EDS-1275 2-cần nổi tiếng của Page được chơi trong các ca khúc "Stairway to Heaven", "The Song Remains the Same", "The Rain Song", "Celebration Day" tại các buổi trình diễn trực tiếp, "Tangerine" (show diễn tại Earls Court năm 1975) và "Sick Again" (tour diễn Bắc Mỹ 1977).
- 1959 Fender Telecaster là quà tặng của Jeff Beck, sau đó được Page vẽ thêm hình con rồng theo phong cách psychedelic. Đây là chiếc guitar chính của Page trong thời kỳ The Yardbirds, cũng là chiếc guitar chính trong album đầu tay của Led Zeppelin và trong những tour diễn đầu tiên của nhóm những năm 1968–1969. Năm 1971, nó được sử dụng để thu âm phần chơi solo của "Stairway to Heaven".
- 1991 Gibson Les Paul Custom Shop được nghệ nhân guitar nổi tiếng Roger Giffin[gc 7] thiết kế riêng cho Page từ bản mẫu chiếc Gibson No. 2. Tác phẩm của Giffin sau này trở thành phần khung của chiếc guitar thương hiệu Jimmy Page Signature model Les Pauls sản xuất từ giữa những năm 1990[61][62][63].
- 1961 Danelectro 3021 được chỉnh dây theo D-A-D-G-A-D và được sử dụng trong các ca khúc "White Summer", "Black Mountain Side", "Kashmir", "Midnight Moonlight" và trong thời kỳ The Firm. Nó cũng được chỉnh dây theo giọng G trong ca khúc "In My Time of Dying".
- 1967 Vox 12-dây được dùng cho album Little Games của The Yardbirds và các buổi diễn đi kèm.
- 1960 Black Gibson Les Paul Custom (cùng với Bigsby Tremolo) bị ăn cắp vào năm 1970. Page đã phải đăng đàn lời kêu gọi trả lại chiếc đàn đặc biệt này song không bao giờ được hồi đáp. Năm 2008, Gibson Custom Shop tái sản xuất hạn chế 25 chiếc guitar thuộc dòng này, trong đó mỗi chiếc cùng Bigsby Tremolo có 6 cách khác nhau để đổi toggle[64].
  - Vì nó quá nặng, hiện tại chiếc Les Paul Custom Black Beauty của Page đã được bán lại cho Dan Hawkins của nhóm The Darkness[65].
- 1953 Botswana Brown Fender Telecaster với dây B màu trắng của Parsons, cần được làm bằng gỗ thích và tận dụng cả những đoạn gỗ hồng mộc từ cần của cây "Dragon Telecaster". Chủ yếu được sử dụng trong những năm đầu thập niên 80, đây là một trong những cây đàn chính của Page thời kỳ The Firm và Outrider. Trước đó, nó cũng được chơi trong tour diễn Bắc Mỹ năm 1977 và tại Knebworth năm 1979 của Led Zeppelin, đặc biệt trong 2 ca khúc "Ten Years Gone" và "Hot Dog".
- 1969 Gibson Les Paul DeLuxe (No. 3) được thấy trong bộ phim The Song Remains the Same trong đoạn chơi solo theremin của 2 ca khúc "Whole Lotta Love" và "Kashmir" tại buổi diễn tái hợp năm 2007. Năm 1985, nó đuọc thay bằng dây B màu trắng của Parsons và được Page chơi nhiều kể từ nửa sau thập kỷ 1980, trong đó có tour diễn quảng bá album Outrider và chương trình Unledded thuộc khuôn khổ MTV Upplugged của Page and Plant.
- 1964 Lake Placid Blue Fender Stratocaster được dùng trong các buổi thu cho 2 album In Through the Out Door (buổi diễn tại Earls Court năm 1975) và In the Evening (buổi diễn tại Knebworth năm 1979).
- 1966 Cream Fender Telecaster được chơi trong album Physical Graffiti và trong ca khúc "All My Love" trong tour diễn vòng quanh châu Âu năm 1980.
- 1965 Fender Electric XII 12-dây để thu âm 2 ca khúc "Thank You" và "Stairway to Heaven".
- 1972 Martin D28 được dùng để thu âm acoustic kể từ sau Led Zeppelin IV, ngoài ra còn được chơi trong buổi diễn tại Earls Court năm 1975.
- Năm 1994, Andy Manson tặng Page chiếc guitar 3-cần đặc biệt, và nó được sử dụng trong buổi diễn Unledded[66].

Dây
- Ernie Ball Super Slinky dành cho guitar điện .009s-.042s[67].
- Everlast Coated 80/20 Bronze Acoustic Medium Light.
- Earthwood Medium Light Acoustic 80/20 Bronze.

Guitar thương hiệu cá nhân

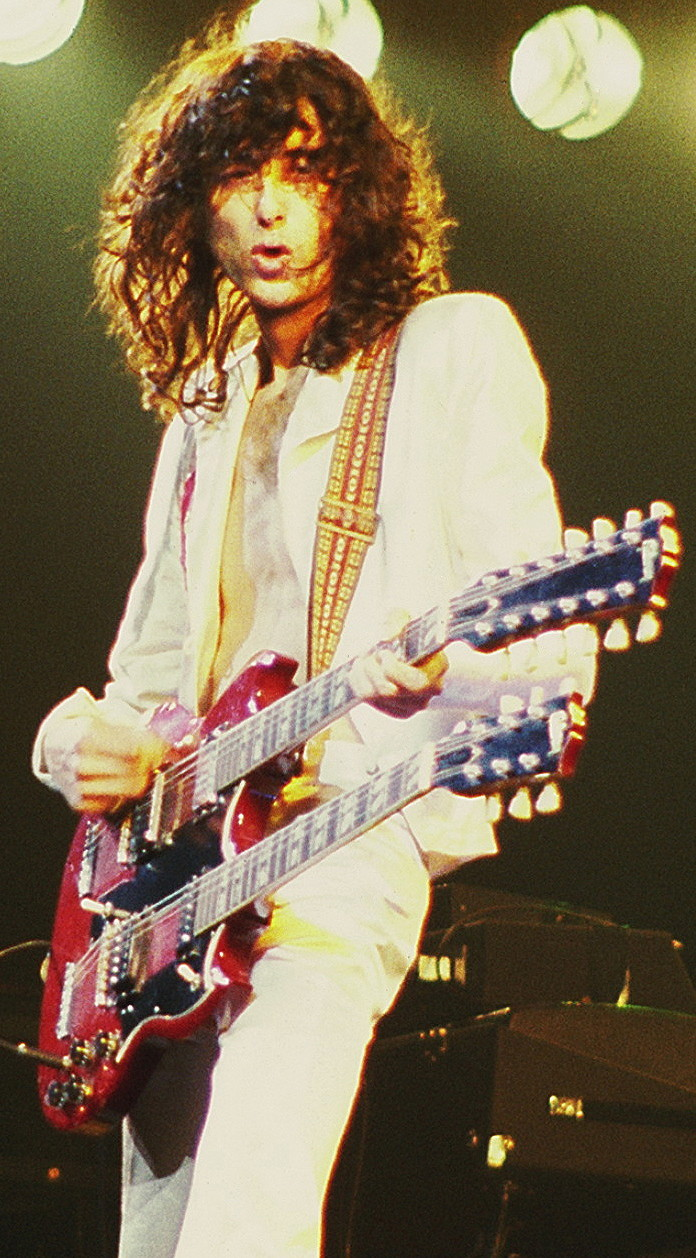
Jimmy Page với chiếc guitar 2-cần Heritage Cherry Gibson EDS-1275 6/12 tại show diễn ở Chicago năm 1977

Hãng Gibson cho phát hành thương hiệu Jimmy Page Signature Les Paul, sau đó ngừng phát hành vào năm 1999 trước khi tái sản xuất vào năm 2004, rồi sau đó tiếp tục ngừng bày bán. Dòng sản phẩm năm 2004 bao gồm 25 chiếc được trực tiếp Page ký tên, 150 chiếc được chỉnh sửa bởi nghệ nhân Tom Murphy (được gọi là dòng "master") và 840 "ulimited" chiếc đại trà. Chiếc guitar 2-cần thương hiệu Jimmy Page Signature EDS-1275 cũng được sản xuất bởi Gibson. Gần đây, Gibson cũng cho tái sản xuất chiếc 1960 Les Paul Black Beauty – chiếc mà Page từng bị ăn cắp vào năm 1970 – với một vài cải tiến. Dòng guitar này được bày bán vào năm 2008 với 25 chiếc được Page ký tên trong tổng số 500 chiếc được sản xuất.
Tháng 12 năm 2009, Gibson ra mắt dòng Jimmy Page "Number Two" Les Paul. Đây là chiếc guitar thiết kế lại từ chiếc No. 2 mà Page sử dụng từ khoảng năm 1974. Thiết kế lần này có thêm phần chỉnh pickup theo ý tưởng của Page, cạo hết lớp sơn trên cần đàn, sử dụng pickup Burstbucker trên cần với dòng chữ "Pagebucker" theo các phím. Trong tổng số 325 được sản xuất có 25 chiếc được hoàn thiện bởi Tom Murphy và được ký tên bởi Page (giá 26.000 $), 100 chiếc phổ thông (giá 16.000 $) và 200 chiếc VOS (giá 12.000 $).

### Ampli và hiệu ứng âm thanh
Page thường sử dụng bộ chỉnh âm guitar Vox AC30 cùng các ampli của Fender và Orange trong thu âm. Album đầu tiên của Led Zeppelin được chơi với chiếc Fender Telecaster qua bộ chỉnh âm Supro.
Page không sử dụng nhiều thiết bị hiệu ứng âm thanh, trong đó có Maestro Echoplex, Dunlop Cry Baby, MXR Phase 90, Vox Cry Baby Wah, Boss CE-2 Chorus, Yamaha CH-10Mk II Chorus, Sola Sound Tone Bender Professional Mk II, MXR Blue Box và DigiTech Whammy. Ông cũng là người yêu thích dùng theremin.

### Kỹ thuật thu âm
Jimmy Page được nhắc tới nhiều là người đi đầu trong những cải tiến về âm thanh phòng thu, đặc biệt trong quãng thời gian là thành viên của Led Zeppelin – phần nhiều trong số đó được ông phát triển từ thời kỳ nhạc công tự do.
"Đó là một dạng học việc... bắt đầu từ việc [học] cách thu âm như thế nào. Tôi bắt đầu học cách đặt micro ở đâu và nhiều thứ như vậy, cái gì được và cái gì không. Tôi chắc chắn rằng cái gì được và không được với các tay trống vì thường người ta hay xếp họ ở những góc khuất khiến không thể nghe rõ bất cứ gì, điều đó làm âm thanh trở nên ghê sợ. Thực tế thì tay trống là một nhạc sĩ thực thụ, họ cần một căn phòng chơi nhạc sống và sáng sủa... Và cứ thế từng chút một tôi đã biết cách như thế nào để không thu âm."
Ông cũng phát triển việc sử dụng hiệu ứng âm thanh theo nhiều cách mới và thử nghiệm những cách sắp đặt micro và ampli hợp lý. Cho tới cuối những năm 1960, hầu hết các nhà sản xuất và kỹ thuật viên âm thanh đều bố trí micro ngay trước ampli và trống, dẫn đến nhiều lúc âm thanh khá "nhỏ giọt". Page bình luận trên tạp chí Guitar World rằng thời điểm đó, ông nghe tiếng trống "như thế mấy tiếng thùng xốp vậy". Mặt khác, ông còn là fan của phương pháp thu âm những năm 1950 mà Sun Studios rất hưởng ứng. Cũng trong bài phỏng vấn với Guitar World, Page nhận xét "Thu âm là một ngành khoa học" và "[kỹ thuật viên] cần phải biết câu châm ngôn: khoảng cách đi liền với chiều sâu". Theo duy lý đó, Page nghĩ ra việc bổ sung micro ở một vài khoảng cách nhất định với ampli (có khi tới 12 feet) và thu lại âm thanh cân bằng giữa 2 chiếc micro. Cũng từ đây, ông được coi là một trong những nghệ sĩ Anh đầu tiên phát hiện ra phương pháp "ambient sound" nhằm cân bằng độ chênh lệch thời gian giữa ampli và những khoảng cách khác nhau trong phòng thu.
Trong rất nhiều ca khúc cua Led Zeppelin, điển hình là "Whole Lotta Love" và "You Shook Me", Page có cho thêm hiệu ứng "reverse echo" – một kỹ thuật mà ông từng tuyên bố là sản phẩm cá nhân từ thời kỳ The Yardbirds (ông phát hiện ra hiệu ứng này trong quá trình thu âm đĩa đơn "Ten Little Indians" năm 1967). Kỹ thuật này cho phép nghe được tiếng vọng trước cả âm thanh chính, được thực hiện bằng cách phát chồng băng thu với tiếng vọng tại 2 máy riêng biệt, rồi thực hiện lại lần nữa để đảm bảo tiếng vọng vang lên trước mỗi tín hiệu âm thanh.
Page cũng nhấn mạnh rằng, dưới tư cách nhà sản xuất, ông có sở thích thay đổi kỹ thuật viên âm thanh trong suốt thời kỳ Led Zeppelin, từ Glyn Johns trong album đầu tay, cho tới Eddie Kramer trong Led Zeppelin II, và Andy Johns kể từ Led Zeppelin III. Ông giải thích: "Tôi thực sự quan tâm tới việc thay đổi kỹ thuật viên âm thanh vì tôi không muốn mọi người nghĩ họ phải chịu trách nhiệm về thứ âm thanh của chúng tôi. Tôi muốn họ hiểu rằng tất cả đều nhờ tôi."
John Paul Jones cũng cho rằng những kỹ thuật thu âm của Page chính là chìa khóa thành công của Led Zeppelin:
"Phần tiếng vang ngược [và] rất nhiều kỹ thuật bố trí micro thật sự rất sáng tạo. Sử dụng kỹ thuật trộn âm - khoảng cách... và những chiếc ampli đơn giản. Ai cũng tới phòng thu với ý nghĩ sử dụng vô số ampli khắp nơi, nhưng Page thì không. Anh ấy chỉ dùng vài chiếc đơn giản và yêu cầu mọi người thực hiện thật tốt mọi thứ, và điều đó thật hợp lý dưới góc nhìn về mặt âm thanh."
Trong bài phỏng vấn thực hiện với tờ Guitar World vào năm 1993, Page nhớ lại quãng thời gian ông làm nhà sản xuất âm nhạc:
"Nhiều người nghĩ rằng tôi chỉ đơn giản là một tay guitar, nhưng tôi nghĩ mình là một khái niệm gì đó lớn lao hơn... Khi còn làm nhà sản xuất, tôi muốn được nhớ tới như người đã giữ vững ban nhạc trước vô vàn câu hỏi khó hiểu về tài năng cá nhân, cũng như là người đưa ban nhạc tới giới hạn xa nhất sự nghiệp mình. Tôi nghĩ chúng tôi đã đạt tới những thứ tốt nhất về hiệu suất phát triển, cải tiến và cả hoàn thiện với chiếc băng thâu – viên ngọc đa diện của Led Zeppelin."

## Tôn vinh và ảnh hưởng
~ Chapkin và Stang, 2003
Những kinh nghiệm của Page trong phòng thu cũng như cùng The Yardbirds đã đóng góp rất nhiều vào thành công rực rỡ của Led Zeppelin trong thập niên 1970. Trong vai trò là nhạc sĩ, tay guitar chính và nhà sản xuất, ông đã định hình Led Zeppelin như hình mẫu cho vô số những ban nhạc rock sau này, trở thành một trong những người dẫn lối cho âm thanh của nhạc rock suốt một thời kỳ dài, đặc biệt là ảnh hưởng trực tiếp tới rất nhiều tay guitar nổi tiếng khác. Allmusic từng viết "có vẻ mọi tay guitar kể từ cuối thập niên 60 - đầu thập niên 70 đều bị ảnh hưởng từ những công việc của Page với Led Zeppelin". Andy Shernoff của nhóm Dictators nhận xét rằng đoạn chạy và riff của Page trong "Communication Breakdown" – một trong những ca khúc gây ấn tượng mạnh với những yếu tố protopunk – chính là nguồn cảm hứng cho Johnny Ramone của nhóm Ramones phát triển kỹ thuật downstroke. Ramone, người từng gọi Page "có lẽ là tay guitar vĩ đại nhất từ trước tới nay", đã thổ lộ trong bộ phim tài liệu Ramones: The True Story rằng mình đã cải tiến kỹ thuật down-picking bằng cách tập chơi đi chơi lại ca khúc trên rất nhiều lần vào buổi đầu sự nghiệp. Brian May của Queen, vốn cũng rất bị ảnh hưởng từ Page, từng nói: "Tôi nghĩ không có ai có thể cô đọng được cách viết đoạn riff như Page – anh ấy là một trong những bộ não vĩ đại nhất của nhạc rock." Tom Scholz của nhóm Boston cũng bị ảnh hưởng lớn từ Page, cho rằng phần chơi guitar của Led Zeppelin trong "How Many More Times" sau này chính là những âm thanh đặc trưng của Boston. Đoạn chơi solo của Page trong ca khúc "Heartbreaker" được Eddie Van Halen gọi là niềm cảm hứng cho kỹ thuật bấm dây 2 tay của mình sau khi được xem buổi trình diễn của Led Zeppelin vào năm 1971. Tương tự, Steve Vai trong buổi phỏng vấn với tờ Guitar World vào tháng 9 năm 1998 đã nhắc tới ca khúc này: "Ca khúc ["Heartbreaker"] chính là thứ bùng nổ nhất mà tôi từng biết khi còn trẻ. Nó mang đầy tính thách thức, táo bạo và sắc sảo hơn bất cứ điều gì. Đó mới là một đoạn guitar solo đích thực."
Vô số những tay guitar nổi tiếng sau này bị ảnh hưởng từ ông, trong đó bao gồm Ace Frehley, Joe Satriani, John Frusciante, James Hetfield, Kirk Hammett, Zakk Wylde, Yngwie Malmsteen, Joe Perry, Richie Sambora, Angus Young, Slash, Dave Mustaine, Mike McCready, Jerry Cantrell, Stone Gossard, Mick Mars, Paul Stanley, Alex Lifeson và Dan Hawkins đều từng ấn tượng bởi cách chơi của Page.

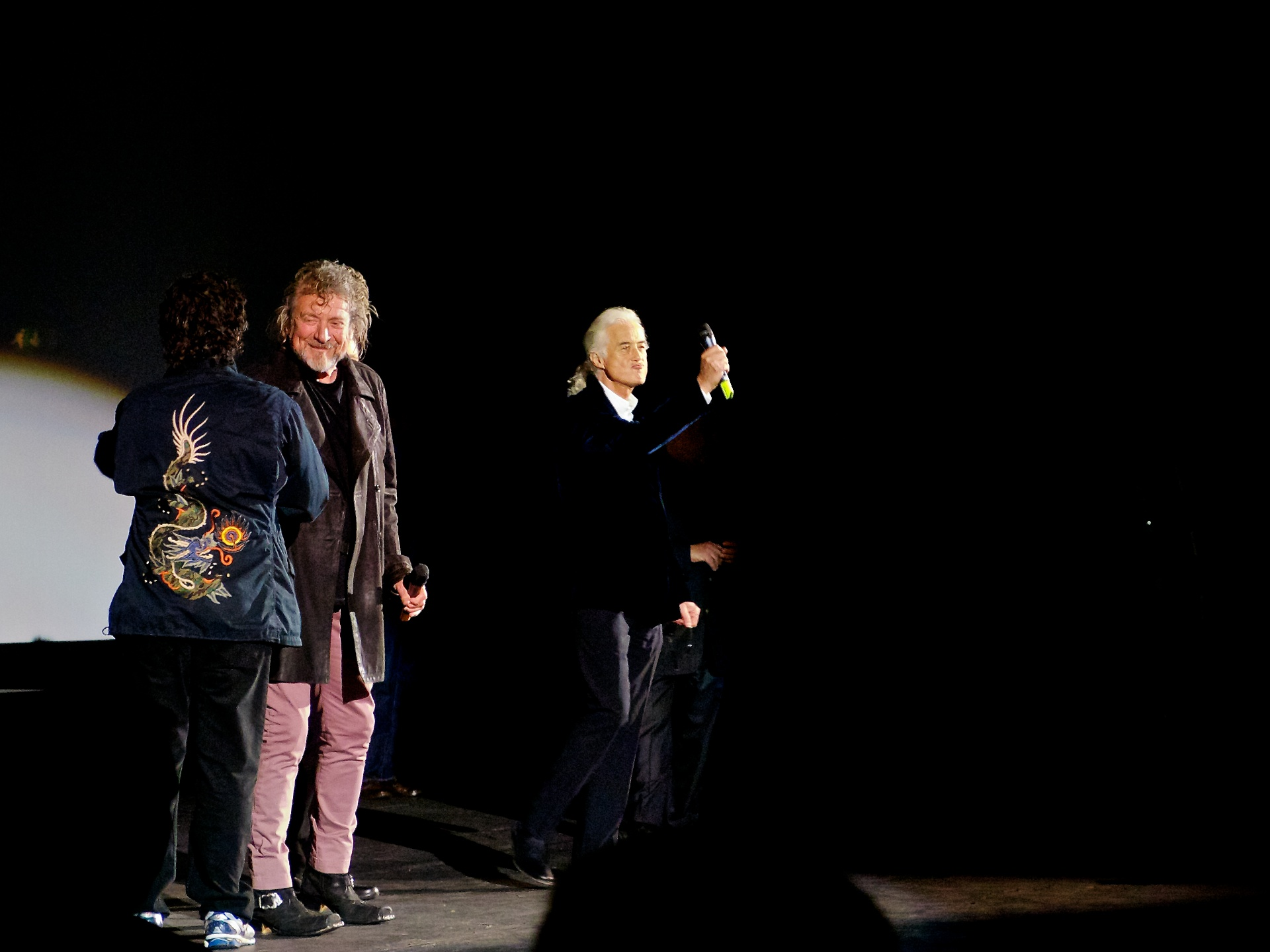
Jimmy Page (phải) cùng Robert Plant trong lễ ra mắt bộ phim ca nhạc Celebration Day năm 2012.

Page được tạp chí Uncut viết là "tay guitar vĩ đại nhất và bí ẩn nhất của nhạc rock". Theo NBCNews.com, Jimmy Page "đã chơi thứ guitar cơ bản và đáng nhớ nhất của lịch sử nhạc rock – từ những đoạn rền mạnh mẽ nhất cho tới những nốt tinh tế gảy bằng fingerpick". Ca khúc huyền thoại "Stairway to Heaven" được độc giả 2 tạp chí nổi tiếng Guitar World và Total Guitar bình chọn là đoạn solo vĩ đại nhất mọi thời đại, còn bản thân ông cũng được vinh danh là "Nghệ sĩ guitar của năm" trong 5 năm của thập niên 1970 bởi tạp chí Creem. Tờ Guitar World viết "Vốn là một vị thánh, Jimmy Page rõ ràng là một trong những nghệ sĩ guitar solo mê đắm nhất mà lịch sử nhạc rock từng biết đến". Năm 1996, tạp chí Mojo xếp ông ở vị trí số 7 trong danh sách "100 tay guitar vĩ đại nhất". Năm 2002, ông có được vị trí thứ 2 trong danh sách tương tự được bình chọn bởi độc giả tờ Total Guitar. Năm 2007, tạp chí Classic Rock xếp ông ở vị trí số 4 trong danh sách "100 tay guitar hoang dã nhất". Trang Gigwise.com bình chọn ông ở vị trí số 2 trong danh sách "50 tay guitar xuất sắc nhất" vào năm 2008. Tháng 8 năm 2009, tạp chí Time xếp ông ở vị trí số 6 trong danh sách những nghệ sĩ guitar điện vĩ đại nhất. Năm 2010, Page có được vị trí số 2 trong danh sách "50 tay guitar của mọi thời đại" của hãng Gibson. Năm 2004, nhà báo trẻ David Fricke của tờ Rolling Stone xếp ông ở vị trí số 9 trong danh sách "100 tay guitar vĩ đại nhất" với lời bình "đỉnh cao của kỹ thuật riff"; bản danh sách cập nhật năm 2011 đưa ông lên vị trí số 3, chỉ đứng sau Jimi Hendrix và người bạn thân, Eric Clapton.
Fricke cũng từng viết về Page vào năm 1998 "có lẽ là phiên bản kỹ thuật số của James Brown trong thời đại nhạc pop ngày nay". Roger Daltrey của The Who là người hâm mộ lâu năm của Page và từng đề nghị thành lập một siêu ban nhạc với ông vào năm 2010: "Tôi muốn làm một điều gì đó, tôi muốn được thực hiện một album cùng Page." Keith Richards của The Rolling Stones miêu tả về ông "là một trong những tay guitar kiệt xuất nhất tôi từng biết". Page có tên trên Đại sảnh Danh vọng Anh vào tháng 8 năm 2004. Ông cũng được trao giải thưởng Huyền thoại sống của tờ Classic Rock vào năm 2007. Tháng 6 năm 2008, ông được trao bằng Tiến sĩ danh dự tại trường Đại học Surrey vì những đóng góp cho nền công nghiệp âm nhạc. Page được xướng tên tại Đại sảnh Danh vọng của tạp chí Mojo trong buổi lễ trao giải ngày 11 tháng 6 năm 2010. Ngày 10 tháng 5 năm 2014, ông được trao bằng Tiến sĩ danh dự tại trường Nhạc viện Berklee vì những cống hiến cho nền âm nhạc nói chung.
Tháng 8 năm 2011, nghiên cứu sinh Justin Havird ở Đại học Auburn đã đặt tên cho loài cá Lepidocephalichthys zeppelini khi anh cho rằng loài cá này có ngoại hình giống chiếc guitar 2-cần của Jimmy Page.

## Đời sống cá nhân
Jimmy Page sống chung với siêu mẫu Pháp Charlotte Martin từ năm 1970 cho tới khoảng năm 1982-1983. Page gọi Martin là "My Lady". Họ có chung một người con gái là Scarlet Page (sinh năm 1971), một nhiếp ảnh gia.
Từ năm 1986 tới năm 1995, Page kết hôn với Patricia Ecker, một người mẫu và bồi bàn; họ có một người con trai, James Patrick Page III (sinh tháng 4 năm 1988). Page sau đó cưới Jimena Gómez-Paratcha, người mà ông gặp trong tour diễn No Quarter ở Brazil. Ông nhận nuôi con gái riêng của bà, Jana (sinh năm 1994), và họ có hai người con gái chung Zofia Jade (sinh năm 1997) và Ashen Josan (sinh năm 1999). Page và Paratcha li dị vào năm 2008.
Năm 1972, Page mua căn hộ từ Richard Harris, vốn trước đây là thiết kế của William Burges (1827–1881) có tên The Tower House. "Tôi luôn muốn quay trở về tuổi thơ với những tư tưởng tiền-Raphael và kiến trúc của Burges", ông nói, "Quả là một thế giới tuyệt vời để khám phá." Richard Cole từng nói vào năm 1972, ông đã phải bắt cóc cô bé 14 tuổi, Lori Maddox, tới đây theo yêu cầu của Page. Page sau đó có ở cùng cô bé trong một căn phòng khóa kín song không bị truy tố vì tội giao cấu với trẻ vị thành niên.
Trong khoảng từ năm 1980 tới năm 2004, Page sở hữu biệt thự The Mill House ở Mill Lane, Windsor, vốn là nơi ở của tài tử Michael Caine. Đây cũng chính là nơi mà John Bonham qua đời vì cảm lạnh vào năm 1980.
Khoảng đầu những năm 1970 cho tới đầu những năm 1990, ông sở hữu biệt thự The Boleskine House, vốn là nhà cũ của nhà nghiên cứu huyền bí học Aleister Crowley. Trích đoạn mộng tưởng của Page trong bộ phim The Song Remains the Same được quay tại con đồi ngay bên cạnh Boleskine House.
Theo tờ Sunday Times Rich List, Page có khối tài sản ước tính khoảng 75 triệu £ vào năm 2012. Hiện tại ông sống tại điền trang Deanery Garden ở Sonning, Berkshire, được thiết kế bởi Edwin Lutyens vốn đề dành cho chủ sở hữu tạp chí Country Life, Edward Hudson. Ông cũng từng sở hữu biệt thự Plumpton Place – một căn hộ khác của Hudson với vài phần cũng được thiết kế bởi Lutyens. Căn biệt thự này cũng xuất hiện trong bộ phim The Song Remains The Same với cảnh quay Page ngồi chơi hurdy gurdy.

### Ma túy

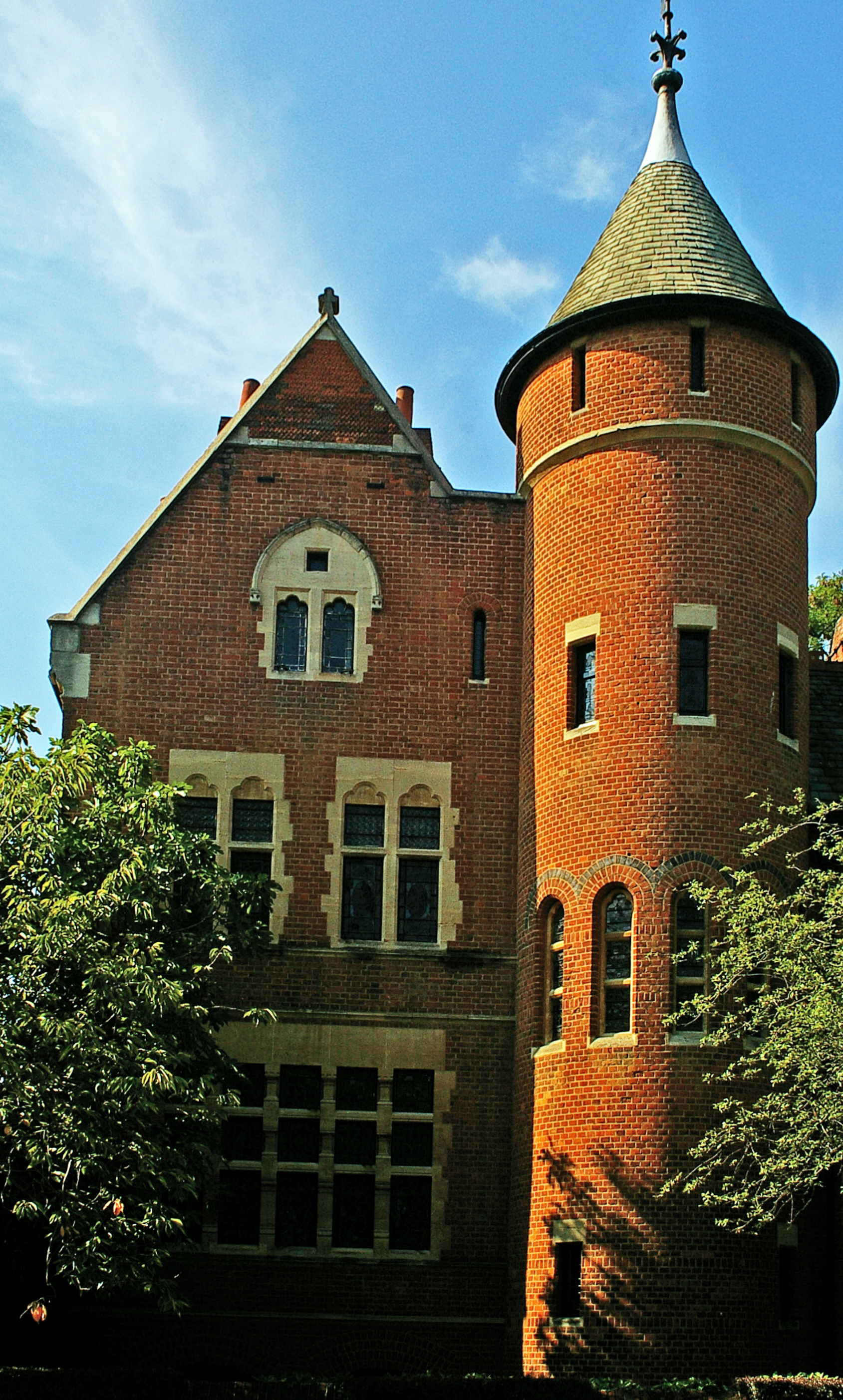
Biệt thự The Tower House nằm ở phía tây London, từng thuộc sở hữu của Page cho tới năm 2004

Page cũng được biết tới khi là một trong những nghệ sĩ đầu tiên thừa nhận việc sử dụng ma túy trong thập niên 1970. Trong bài phỏng vấn trên tạp chí Guitar World vào năm 2003, ông nhấn mạnh: "Tôi không thể nói [với các thành viên khác trong ban nhạc], song với tôi ma túy là một phần của cuộc sống, kể từ khi bắt đầu cho tới khi kết thúc." Sau tour diễn của Led Zeppelin vào năm 1973, ông nói với Nick Kent: "Mọi người sẽ đều có lúc đạt tới đỉnh vinh quang. Tôi biết tôi đã làm làm được, và nói thẳng ra với cậu, rằng tôi không nhớ nó đã diễn ra như thế nào nữa."
Năm 1975, Page bắt đầu dùng heroin theo lời gợi ý từ Richard Cole, người từng nhấn mạnh rằng Page đã lảm nhảm suốt về ma túy trong thời gian thu âm album Presence cùng năm và rằng Page đã thú nhận không lâu sau với Led Zeppelin rằng mình đã bị nghiện heroin.
Trong tour diễn Bắc Mỹ của nhóm vào năm 1977, việc nghiện ma túy của Page bắt đầu cản trở khả năng trình diễn guitar. Cùng lúc, mọi người cũng bắt đầu để ý quá trình sụt cân của ông. Ngoài việc ngoại hình trên sân khấu của Page có nhiều thay đổi, việc nghiện ma tuý cũng khiến cho ông trở nên khép kín và tách biệt, dẫn tới sự chuyển biến đáng kể trong mối quan hệ của ông với Plant. Trong quá trình thực hiện album In Through the Out Door (1978), vai trò mờ nhạt của Page suốt quá trình thu âm (theo John Paul Jones) chủ yếu là do ảnh hưởng của việc nghiện heroin, dẫn tới việc ông không thể có mặt tại phòng thu một thời gian dài.
Page tuyên bố cai nghiện heroin vào đầu những năm 1980. Năm 1988, trong bài phỏng vấn trên tạp chí Musician, Page tỏ vẻ bức xúc khi phóng viên hỏi liệu rằng từ heroin đã đi liền với tên ông chưa: "Trông tôi vẫn có vẻ giống một gã nghiện sao? Cám ơn anh nhiều."
Năm 2003, trả lời phỏng vấn với tạp chí Q, Page trả lời câu hỏi rằng liệu ông có ý tiếc nuối khi từng nghiệp ngập heroin và cocaine: "Tôi không hề thấy tiếc về điều đó, vì khi tôi cần tập trung, tôi vẫn luôn tập trung. Vậy đấy. Cả Presence lẫn In Through the Out Door đều được thu trong vỏn vẹn 3 tuần, vậy nên nó chỉ được có vậy. Đáng lẽ tôi phải biến chúng trở thành tuyệt tác hàng đầu."

### Huyền bí học
Việc xuất hiện của những ký tự biểu tượng trên áo của Led Zeppelin trong sự kiện ra mắt album thứ tư của nhóm đã minh chứng cho những mối quan tâm rõ rệt của Page về huyền bí học. Mỗi biểu tượng đại diện cho 1 thành viên, và biểu tượng của Page có tên là Zoso được lấy từ cuốn sách Ars Magica Arteficii (1557) của Gerolamo Cardano, một tài liệu cổ về thuật giả kim mà trong đó biểu tượng trên được xác định là một chữ ký cổ ám chỉ hoàng đạo. Chữ ký này cũng được nhắc tới trong cuốn Dictionary of Occult, Hermetic and Alchemical Sigils của Fred Gettings.
Trong quá trình đi tour và quảng bá cho album thứ tư, Page vẫn in ký tự Zoso lên áo khoác, đi kèm với những biểu tượng hoàng đạo. Một trong những trang phục nổi tiếng nhất là bộ "Dragon Suit" với hình ảnh của cung Ma kết, Thần nông và Cự giải với ý nghĩa lần lượt là cung Mặt trời, cung Mọc và cung Mặt trăng của Page. Phần hình bìa của album là một bức tranh của họa sĩ Barrington Colby MOM, lấy cảm hứng từ lá "The Hermit" ("Tu sĩ") trong bộ bài nổi tiếng Rider-Waite. Có rất ít thông tin về Colby, và nhiều lời đồn đoán cho rằng chính Page đã tự tay thiết kế nên phần bìa này. Page cũng từng tự hóa thân thành nhân vật "The Hermit" trong bộ phim ca nhạc The Song Remains the Same của Led Zeppelin.
Trong những năm 1970, Page sở hữu cho riêng mình một cửa hàng sách và văn hóa phẩm về huyền bí học mang tên The Equinox Booksellers and Publishers ở phố Kensington High Street, London, tuy nhiên sau đó phải đóng cửa vì sự nổi tiếng của Led Zeppelin. Cửa hàng sách đã từng cho bán một bản sao cuốn Goetia (1904) của nhà huyền bí học người Anh, Aleister Crowley. Page luôn thể hiện rõ mối quan tâm đặc biệt của mình với những ghi chép của Crowley. Năm 1978, ông nói:
"Tôi nghĩ Crowley là một thiên tài bị lãng quên của thế kỷ 20, bởi vì toàn bộ sự nghiệp của ông ấy dành cho việc giải phóng con người, thực thể và cả những giới hạn khiến bạn cảm thấy ngột ngạt, dẫn chúng ta tới sự thất vọng – nguồn gốc của bạo lực, tội lỗi, suy sụp – phụ thuộc cả vào lớp hóa trang mà bạn đang mang trên người. Mỗi ngày chúng ta lại được biết tới nhiều hơn công nghệ và sự khép kín, và rất nhiều điểm mà ông ấy từng chứng minh lại có vẻ muốn phơi bày chúng ra... Tôi không có ý nói rằng đó là tư duy mà tất cả mọi người cần làm theo. Tôi không đồng ý về mọi thứ, song tôi tìm thấy rất nhiều thứ xác đáng trong khi nhiều người lại có ý chỉ trích ông ấy, chính vì thế tôi nghĩ ông ấy đã bị hiểu nhầm... Tôi không muốn cố làm cho ai đó quan tâm tới Aleister Crowley hơn cả việc tôi thích Charles Dickens. Điều chính yếu là, vào thời điểm đó, ông ấy đã dám trình bày nguyên tắc độc lập cá nhân – một kết luận vô cùng quan trọng. Ông ấy như con mắt của nhân loại, nhìn ra một điều sắp diễn ra như lẽ đương nhiên. Nghiên cứu của tôi có thể hơi cường điệu, nhưng tôi cũng không muốn sa đà vào nó vì tất cả chỉ là những ghi chép cá nhân và cũng không có liên quan tới việc tôi vẫn áp dụng tư duy của ông ấy trong cuộc sống của mình... Công việc của ông là tìm hiểu định nghĩa về khao khát tự do, biết được vị trí của cá nhân trong xã hội và hiểu chúng có ý nghĩa thế nào, từ đó giúp bạn tiến lên mà không tốn cả cuộc đời cho việc tự kỷ và thất vọng. Đó chính là những khái niệm cơ bản nhất để hiểu về bản ngã."
Page là người viết nhạc cho bộ phim Lucifer Rising của đạo diễn phim trái lề Kenneth Anger – một người rất ngưỡng mộ Crowley. Page sản xuất đoạn nhạc kéo dài 23 phút, điều đó khiến Anger cảm thấy không thỏa mãn khi bộ phim dài 28 phút và Anger đề nghị soundtrack kéo dài suốt chiều dài bộ phim. Ông chỉ trích Page tốn 3 năm để viết nhạc và sản phẩm cuối cùng chỉ là 23 phút toàn tiếng "vo ve". Đạo diễn còn phát khùng với Page trước báo chí khi gọi ông là "gã tài tử" của huyền bí học, một gã nghiện không biết tự tách mình ra khỏi ma túy để hoàn thiện dự án. Page sau này có cho phát hành phần soundtrack của bộ phim trên trang web cá nhân vào năm 2012 trong mục "Lucifer Rising and other sound tracks". Tháng 12 năm 2012, trong bài viết "Jimmy Page Looks Back" trên tạp chí Rolling Stone, Page giải thích: "... từng có lời đề nghị rằng Lucifer Rising cần được đưa ra ánh sáng một lần nữa với nhạc của tôi theo kèm. Và tôi đã từ chối."
Cho dù Page vẫn luôn sưu tập ghi chép của Crowley, song ông chưa bao giờ gọi mình là người theo quan điểm Thelema hay Typhonian Order. Cửa hàng The Equinox Bookstore and Boleskine House bị bán trong thập niên 1980 khi Page bắt đầu quan tâm nhiều hơn tới đời sống gia đình và các hoạt động từ thiện.
Trong cuốn tự truyện Rebel Heart: An American Rock and Roll Journey (2001), Bebe Buell – người từng mê đắm Page – cũng đã nhắc tới những mối quan tâm về huyền bí học của Page như là một phần bức chân dung của bà về ông.

## Danh sách đĩa nhạc
Album phòng thu
- Whatever Happened to Jugula? (1985) (cùng Roy Harper)
- The Firm (1985) (cùng The Firm)
- Mean Business (1986) (cùng The Firm)
- Outrider (1988)
- Coverdale and Page (1993) (cùng David Coverdale)
- Walking into Clarksdale (1998) (cùng Robert Plant)